# Ellert Driessen
Ellert Driessen (* 21. August 1958 in Amsterdam) ist ein niederländischer Singer-Songwriter, der auch unter seinem verkürzten Namen als Ellert auftrat.

## Karriere
Seine größten Erfolge feierte Driessen als Leadsänger der niederländischen Popband Spargo. In den späten 1980er Jahren war er auch als Solokünstler tätig. 1988 erschien das Album When the Night Begins, das er unter dem Namen Ellert veröffentlichte. Die ausgekoppelte Single Love Lies, deren Text aus Driessens Feder stammt, hielt sich 5 Wochen in den Niederländischen TOP 40 und kletterte bis auf Platz 19.

## Diskografie

### Alben
- 1988: When the Night Begins (RCA, PD 71702)
- 1994: Stay (Columbia, 477126-2)

### Singles
- 1988: When the Night Begins (RCA, PB 42229)
- 1988: Love Lies (RCA, PB 41787)
- 1988: Something to Talk About (RCA, PB 42077)
- 1994: Ellert Driessen (Promo-CD für Album Stay Columbia, SAMP 2246)